# Apreciação
Apreciação é o aumento de valor em moeda com taxa de câmbio variável. A valorização de uma moeda faz com que seu preço aumente em relação a outras moedas. O aumento de valor torna as importações menos dispendiosas para a moeda, mas degrada a competitividade da indústria exportação. A valorização de uma moeda também é exigida para o fortalecimento da moeda. O oposto da apreciação é depreciação.
Os termos correspondentes a taxas de câmbio fixas são "revalver". A reavaliação aumenta o preço de uma moeda, reavaliando seu valor como resultado da intervenção ativa do banco central de um país. O oposto da revalveração é devalverização.